# Ray Stevens (bádminton)
Ray Stevens (23 de junio de 1951) es un deportista británico que compitió en bádminton para Inglaterra en las modalidades individual y dobles.
Ganó una medalla de bronce en el Campeonato Mundial de Bádminton de 1977 y nueve medallas en el Campeonato Europeo de Bádminton entre los años 1972 y 1982.

## Palmarés internacional
| Representando a Inglaterra |                         |                   |            |
| Campeonato Mundial         |                         |                   |            |
| Año                        | Lugar                   | Medalla           | Prueba     |
| 1977                       | Malmö (Suecia)          | Medalla de bronce | Dobles     |
| Campeonato Europeo         |                         |                   |            |
| Año                        | Lugar                   | Medalla           | Prueba     |
| 1972                       | Karlskrona (Suecia)     | Medalla de bronce | Individual |
| 1974                       | Viena (Austria)         | Medalla de bronce | Dobles     |
| 1976                       | Dublín (Irlanda)        | Medalla de oro    | Dobles     |
| 1978                       | Preston (Reino Unido)   | Medalla de oro    | Dobles     |
| 1978                       | Preston (Reino Unido)   | Medalla de bronce | Individual |
| 1980                       | Groninga (Países Bajos) | Medalla de bronce | Individual |
| 1980                       | Groninga (Países Bajos) | Medalla de bronce | Dobles     |
| 1982                       | Böblingen (RFA)         | Medalla de plata  | Individual |
| 1982                       | Böblingen (RFA)         | Medalla de bronce | Dobles     |